# Mária Tressel
Mária Tressel (Budapest, 29 luglio 1946) è un'ex ginnasta ungherese.
Ha partecipato ai Giochi di Tokyo 1964.